# Somerset County (Pensylvánie)
Somerset County je okres v americkém státě Pensylvánie. Počet obyvatel dosahoval 77 742 podle sčítání lidu z roku 2010. Okres byl v roce 1795 vyčleněn z Bedford County a pojmenován podle anglického hrabství Somerset.